# Epidermă
Epiderma reprezintă stratul exterior al pielii și este formată din țesut epitelial pluristratificat. Ea are rol de protecție. Pe suprafața ei se găsesc porii de transpirație și firele de păr (fără rădăcină, aceasta se găsește în dermă). La rândul ei, epiderma este alcătuită din 5 straturi: cornos, lucid, granulos, spinos și bazal. Acoperă corpul omului și al animalelor superioare, având la animalele nevertebrate un singur strat de celule, iar la vertebrate mai multe straturi.